# Incon
Der Incon ist ein Fluss in Frankreich, der im Département Cantal in der Region Auvergne-Rhône-Alpes verläuft. Er entspringt im nordwestlichen Gemeindegebiet von Sainte-Eulalie unter dem Namen Ruisseau de Lagarde, entwässert generell in südwestlicher Richtung und mündet nach rund 27 Kilometern im Gemeindegebiet von Pleaux im Rückstau der Barrage du Gour Noir als rechter Nebenfluss in die Maronne. 

## Orte am Fluss
(Reihenfolge in Fließrichtung)
- Fontenille, Gemeinde Sainte-Eulalie
- Langlade, Gemeinde Ally
- Groussoles, Gemeinde Barriac-les-Bosquets
- Pleaux